# Georges Courbot
Pour les articles homonymes, voir Courbot.
Georges Courbot est un arbitre français de football. 

## Carrière
Il a officié dans une compétition majeure : 
- Coupe de France de football 1930-1931 (finale)